# Slag bij Cartagena

De Slag bij Cartagena vond plaats op 13 mei 460, ter hoogte van de Spaanse havenstad Cartagena, en was een zeeslag tussen de Romeinen en de Vandalen.

## Achtergrond
Na de Plundering van Rome (455) door de Vandalen, had koning Geiseric, de overgebleven telgen van de Theodosiaanse dynastie, Licinia Eudoxia en haar twee dochters, meegenomen naar zijn hoofdstad Carthago in Noord-Afrika. Toen de Oost-Romeinse keizer Marcianus stierf, was de machtigste man in het Romeinse Rijk, de patriciër Aspar. Hij omringde zich met bekwame militairen, zoals Leo I, Ricimer en Majorianus. De laatste, inmiddels benoemd tot keizer van het westen, kreeg de opdracht, een strafexpeditie tegen het Vandalenrijk en het terughalen van de gijzelaars.

## Verloop
In het voorjaar van 460 had Majorianus  40 schepen ten zijner beschikking en tegen het einde van het jaar, zou hij er nog vijf bij hebben. De Vandalen besloten om toe te slaan voor de Romeinse vloot onklopbaar zou worden. Op 13 mei verraste een vloot van 17 Vandaalse schepen de Romeinse zeemacht. De Romeinse vloot werd volledig verwoest. .